# 国際金融のトリレンマ

国際金融のトリレンマを表した図。 ある国はこの3つの「自由な資本移動」「固定相場制」「独立した金融政策」のうち2つだけを受容することができる。もしある国が a の位置を選択し、「自由な資本移動」と「固定相場制」を導入するのであれば、金融政策の独立性は失われる。実際の例としては欧州連合のユーロ圏が挙げられる。もしユーロを受容し自国通貨を放棄すれば、ユーロ圏内で為替を固定することになる。また、域内での自由な資本移動も認められている。しかし、金融政策はすべて欧州中央銀行に一任することになる。

国際金融のトリレンマ（こくさいきんゆうのトリレンマ　英：Impossible trinity、あるいはThe trilemma）とは国際金融政策において、3つの政策を同時に実現することができないことを指す。マンデルフレミングモデルを拡張させたものであり、ロバート・マンデルによって提示された説である。不可能の三角形とも呼ばれる。

## 概説
以下の3つの政策は同時に実現することができず、同時に2つしか実現できない
。
- 資本自由化
- 固定相場制
- 独立した金融政策

国際金融のトリレンマの理論的背景には｢マンデルフレミングモデル｣がある。

## 解説
固定相場制で自由な資本移動を実現すると、固定相場の対象としている他国の金融政策に合わせる必要が生じるため独立した金融政策が行えなくなる。逆に固定相場制で独立した金融政策を実現すると、自国の金融政策を拘束することになる外国との自由な資本移動は行えなくなる。したがって先進国では、独立した金融政策と自由な資本移動を実現するために固定相場制を放棄することとなっていった。
たとえば、中国においては「為替の安定（管理フロート）」、「中央銀行（中国人民銀行）による金融政策の自由度」を確保するかわりに外国との資本移動に制限を加えてきた。
日本やアメリカ合衆国では「自由な資本移動」と「中銀（日本銀行・連邦準備制度）による独立した金融政策」のかわりに為替の安定を表向き放棄している（変動相場制）。
一方、欧州連合（ユーロ圏）においては「資本移動（国境・関税などの経済的障壁の撤廃）」と「単一通貨（ユーロ）の流通（複数国による固定相場制導入と事実上同義）」を両立させているが、金融政策は欧州中央銀行（ECB）に握られており、加盟各国が個別の政策を採ることはできない。
しかし、景気対策の手段として有効な金融政策の柔軟性を放棄するのは得策ではなく、また経済のグローバル化が進む今日、資本移動を制限するのも現実的ではない。よって先進国においては3要素の中で、最も重要性の低い為替安定を断念する流れが比較的強まっている（ただし変動相場を採用しても、為替介入を行って事実上の為替安定を維持しようと動く国も多い）。
3要素を同時に実現しようとしたことは、1997年にタイ王国などのASEAN諸国で発生したアジア通貨危機の原因であると言われた。
実際、中央銀行がなく各国で独自の金融政策がとれないユーロ圏諸国では、自国の景気対策のために金融的手段を用いることができず、専ら政府による財政政策に頼らざるをえないため、2008年のリーマン・ショック以降の世界的な景気後退に対して特に欧州諸国の財政が急激に悪化。ギリシャ経済危機をはじめとする南欧各国の経済危機を招き、ユーロ自体の信認も低下する事態となった。一方、中国も国外資本の流入促進を加速させるため人民元の国際化を進めざるを得ず、中国人民銀行は2005年に管理フロート・通貨バスケット制への移行を表明。2007年からは人民元の対ドルレート変動を前日比0.5%に制限しつつ、容認する方針に変換し（人民元改革を参照）、これは事実上の変動相場制への移行と受け止められた。ただしその後も急激な元高を嫌う中国当局は、対ドルレートの維持を目的に莫大な米国債の購入などによる為替介入を続けたため、外貨準備が急激に膨張。2006年には日本（8,500億ドル）を超えて外貨準備額が世界一となる。その後も膨張を続け、2011年には3.2兆ドルもの巨額に達し、人民銀行の周小川総裁が懸念を表明するなど、為替安定を維持するのが困難となっている。

## 世界経済の政治的トリレンマ
この国際金融のトリレンマに類似のものとして、「世界経済の政治的トリレンマ」という仮説が、ハーバード大学教授、ダニ・ロドリックによって2007年頃から提唱されている。「政治経済のトリレンマ」ともいう。
以下の3つは同時に達成することはできず、どれか2つをとれば、残りのどれかひとつが達成できない（犠牲になる、縮小する）とする考えである。
1. 『グローバル化（国際経済統合）』
2. 『国家主権（国家の自立）』
3. 『民主主義（個人の自由）』

これらは「国際金融のトリレンマ」の、
1. 『自由な資本移動』
2. 『独立した金融政策』
3. 『為替の安定（固定相場制）』

にそれぞれの順番で対応するものと考えられるとしている。
すなわち、
1. 『グローバル化と国家主権をとれば民主主義が成立しない』
2. 『グローバル化と民主主義をとれば国家主権が成立しない』
3. 『国家主権と民主主義をとればグローバル化が成立しない』

となるとしている。
例として、1.の代表が共産中国であり、2.の代表がEU加盟各国であるとしている。